# État de Kalat

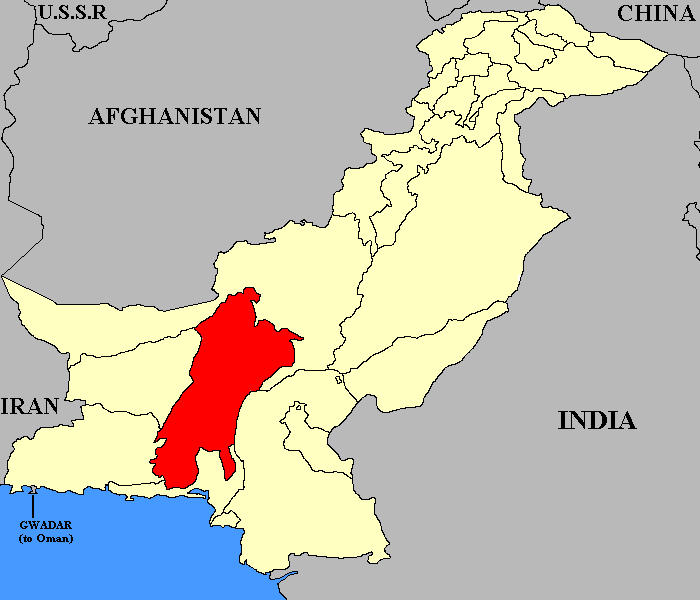
L'État de Kalat au sein du Pakistan.

Le Kalat (ourdou : ریاست قلات) est un ancien État princier des Indes.

## Histoire
L'Empire britannique envahit l’État en 1839 et s'engage à garantir sa souveraineté par deux traités, l’un signé en 1854, l’autre en 1874. Le Kalat doit cependant accorder aux armées britanniques un droit de passage afin qu’elles puissent pénétrer en Afghanistan, et remet au Royaume-Uni la maîtrise de sa politique extérieure. Entre 1871 et 1893, les Britanniques ceignent le Baloutchistan de deux frontières, l’une avec la Perse, amputant le pays de son actuelle partie iranienne, l’autre avec l’Afghanistan, actant ainsi la partition du pays en trois États.
En 1947, après l’indépendance de l’Inde et du Pakistan, le Royaume-Uni rattache le Kalat à ce dernier, lui accordant alors un territoire qui ne lui appartenait pas et lui apportant 45 % de sa superficie. Plusieurs guerres d’indépendance seront déclenchées.

## Liste des rois de Kalat
| Période                           | Khan de Kalat                                   |
| --------------------------------- | ----------------------------------------------- |
| 1695-1714                         | Samander Khan (fa)                              |
| 1714-1734                         | Abdullah Khan (Kalat) (fa), son fils            |
| 1734-1749                         | Muhabat Khan son fils                           |
| 1749-1794                         | Hosayn Nasir Khan Ier, son frère                |
| 1794-1831                         | Mahmud Khan Ier son fils.                       |
| 1831-13 novembre 1839             | Mohammad Mehrab Khan II (en), son fils.         |
| 1839-1840                         | Shah Nawaz Khan, arrière petit-fils d'Abdullah. |
| 1840-1857                         | Hosayn Nasir Khan II fils de Mehrab.            |
| 1857-Mars 1863                    | Khodadad Khan, son frère.                       |
| Mars 1863-Mai 1864                | Shirdil Khan                                    |
| Mai 1864-15 août 1893             | Khodadad Khan, rétabli                          |
| 10 novembre 1893-3 novembre 1931  | Mahmud Khan II                                  |
| 3 novembre 1931-10 septembre 1933 | Mohammad Azam Jan Khan (bn)                     |
| 10 septembre 1933-14 octobre 1955 | Ahmad Yar Khan (en)                             |
| 20 juin 1958-1958                 | Ahmad Yar Khan (rébellion)                      |
| Le 14 juin 1955                   | Le royaume de Kalat est dissous                 |

### Sources
1. ↑  « Le Baloutchistan, ce territoire si convoité », sur orientxxi.info, 5 juin 2019